# Władysław Henryk Szmeling
Władysław Henryk Szmeling (Schmeling) herbu własnego (zm. przed marcem 1676)  – koniuszy wielki koronny w latach 1668–1676, podkoniuszy koronny w latach 1661–1668, chorąży nadworny koronny w latach 1658–1661, chorąży wendeński w latach 1652–1657, dworzanin królewski, starosta wiłkomierski, sekretarz poselstwa w Moskwie w 1667 roku.
Poseł na sejm 1658 roku, sejm 1659 roku, poseł sejmiku wiłkomierskiego na sejm 1664/1665 roku.
W 1674 roku był elektorem Jana III Sobieskiego z ziemi warszawskiej.